# Miroslava Vavrinec
Miroslava «Mirka» Federer-Vavrinec (slowakisch Miroslava Vavrincová; * 1. April 1978 in Bojnice, Tschechoslowakei) ist eine ehemalige Schweizer Tennisspielerin slowakischer Herkunft und Ehefrau von Roger Federer.

## Tenniskarriere
Miroslava «Mirka» Federer-Vavrinec kam über ihren Vater, einen Fan der Tennisspielerin Martina Navrátilová, 1987 zum Tennis. Beim Turnier in Filderstadt konnte ihr Vater den Kontakt zu Navrátilová herstellen, die daraufhin ein Testtraining für sie organisierte. In der Zeitschrift Schweizer Illustrierte wurde sie 1993 als «grösste Tennishoffnung der Schweiz» bezeichnet.
Mirka Vavrinec gewann in ihrer rund vierjährigen Profikarriere keinen Titel auf der WTA Tour. Ihre beste Position im WTA-Ranking war Platz 76, das beste Abschneiden bei einem Grand-Slam-Turnier das Erreichen der dritten Runde bei den US Open 2001. Bei den Olympischen Spielen in Sydney gehörte sie neben Emmanuelle Gagliardi zum Schweizer Tennisteam. Im Jahr 2002 beendete sie ihre Tenniskarriere aufgrund einer Fussverletzung.

## Persönliches
Als sie 2 Jahre alt war, wanderten ihre Eltern mit ihr aus der Slowakei in die Schweiz aus. Sie ist seit dem 11. April 2009 mit dem Tennisspieler Roger Federer verheiratet, den sie am Rande der Olympischen Spiele 2000 in Sydney kennenlernte. Die beiden sind seit dem 23. Juli 2009 Eltern der Zwillingstöchter Charlene Riva und Myla Rose. Am 6. Mai 2014 wurden ihre Zwillingssöhne Leo und Lennart geboren.

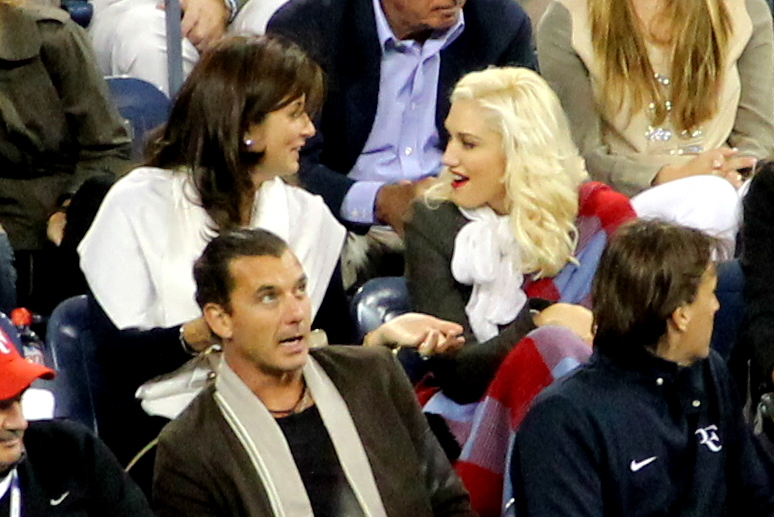
Mirka Vavrinec-Federer im Gespräch mit Gwen Stefani (re.) 2010 bei den US Open

«Mirka» hat beachtlichen Einfluss auf Roger Federer, bleibt aber stets im Hintergrund und lehnte persönliche Interviews mit einer einzigen Ausnahme zwischen 2002 und 2009 ab. Bei den meisten seiner Einsätze auf der ATP Tour ist sie präsent und unterstützt ihn. Neben seinem Agenten Tony Godsick agiert sie als Federers Managerin und organisiert Termine usw. Sie übernimmt unter anderem die Reiseorganisation, Kontakte zu Sponsoren, Public Relations, Koordination von Terminen wie auch die Abschirmung des Privatlebens der Familie Federer. Zudem ist Mirka Vavrinec-Federer neben Lynette, Robert und Roger Federer sowie Tony Godsick, Christoph Schmocker und Urs Wüthrich Mitglied im Stiftungsrat der «Roger Federer Foundation».

## Turniersiege

### Einzel
| Nr. | Datum           | Turnier          | Belag     | Kategorie   | Finalgegnerin   | Ergebnis      |
| --- | --------------- | ---------------- | --------- | ----------- | --------------- | ------------- |
| 1.  | 8. März 1997    | Tel Aviv         | Hartplatz | ITF $10'000 | Natalie Cahana  | 6:3, 7:6      |
| 2.  | 22. Juni 1997   | Klosters-Serneus | Sand      | ITF $10'000 | Evelyn Fauth    | 4:6, 7:5, 6:2 |
| 3.  | 31. Januar 1999 | Clearwater       | Hartplatz | ITF $25'000 | Alina Schidkowa | 6:0, 7:6      |

### Doppel
| Nr. | Datum            | Turnier    | Belag           | Kategorie   | Partnerin       | Finalgegnerinnen             | Ergebnis      |
| --- | ---------------- | ---------- | --------------- | ----------- | --------------- | ---------------------------- | ------------- |
| 1.  | 10. Oktober 1993 | Langenthal | Teppich (Halle) | ITF $10'000 | Nathalie Tschan | Anne de Gioanni Heidi Sprung | 6:4, 4:6, 6:1 |